# سونگ‌وون چو
سونگ‌وون چو (انگلیسی: SungWon Cho; ‎/ˈsʌŋwʌn/‎ SUNG-wun, کره‌ای: 조성원؛ زادهٔ ۹ دسامبر ۱۹۹۰) که با نام پروزی‌دی (ProZD) نیز شناخته می‌شود، یوتیوبر و بازیگر آمریکایی است. او در کانال یوتیوب خود به تولید ویدئوهای کوتاه طنز، آنباکسینگ و نقد و بررسی بازی‌های صفحه‌ای و تنقلات می‌پردازد. چو همچنین به دلیل ایفای نقش‌های متعدد در صداپیشگی شناخته می‌شود، از جمله شخصیت‌های اف‌ال‌فورکی در بازی سرزمین‌های مرزی ۳، هولست سیگیس‌والد گونریل در فایر امبلم واریورز: سه امید و راتاتوسکر در خدای جنگ: رگناروک. از جمله نقش‌های لایو اکشن او نیز می‌توان به بازی در نقش کارآگاه جو فوریا در مجموعهٔ Anime Crimes Division و ریچی چونگ در فیلم بلک‌بری اشاره کرد.

## زندگی اولیه
چو در ۹ دسامبر ۱۹۹۰ از والدینی اهل کره جنوبی در مینه‌سوتا، ایالات متحده به دنیا آمد و بعدها به دویت، میشیگان نقل مکان کرد. او صداپیشگی را در دوران دبیرستان آغاز کرد، زمانی که در نمایش‌های رادیویی دوستانش، صداهای مختلفی را اجرا می‌کرد. وی در دانشگاه ایالتی میشیگان تحصیل کرد و در طول دوران دانشجویی، به‌طور فعال در اجراهای زنده حضور داشت. او در سال ۲۰۱۲ با مدرک کارشناسی علوم در رشته رسانه، اطلاعات و فناوری فارغ‌التحصیل شد. پس از فارغ‌التحصیلی در سال ۲۰۱۲، چو خود را در «دوران رکود خلاقانه» توصیف کرده و به تدریس زبان انگلیسی به عنوان زبان دوم برای دانش‌آموزان مهاجر کره‌ای مشغول شد.